# Dior Delophont
Dior Delophont, née le 19 octobre 1994 à Nancy, est une athlète française, spécialiste du saut en hauteur et du triple saut. À 17 ans elle est partie faire ses études à l'université d'État de Kent (Ohio) en pratiquant sa discipline avec les Golden Flashes de Kent State.
Elle a un frère et une sœur qui ont tous deux pratiqué l'athlétisme : Noah Delophont né en 1997, et Naomi Delophont née en 2002.
Depuis l'arrêt de sa carrière sportive de haut niveau, Dior Delophont travaille comme styliste, depuis 2018 pour Calvin Klein.

## Palmarès
| Date | Compétition                                  | Lieu      | Épreuve | Place       | Marque      |
| ---- | -------------------------------------------- | --------- | ------- | ----------- | ----------- |
| 2010 | DécaNation                                   | Annecy    | 5e      | 1,75 m      |             |
| 2011 | Championnats du monde jeunesse               | Lille     | 6e      | Hauteur     | 1,79 m      |
| 2011 | Championnats du monde jeunesse               | Lille     | 10e     | Triple saut | 12,59 m     |
| 2011 | Festival olympique de la jeunesse européenne | Trabzon   | 1re     | Hauteur     | 1,85 m (CR) |
| 2012 | Championnats du monde juniors                | Barcelone | 5e      | Hauteur     | 1,85 m      |
| 2014 | Championnats d'Europe par équipes            | Brunswick | 12e     | Hauteur     | 1,79 m      |

## Records
| Épreuve         | Épreuve   | Performance | Lieu          | Date            |
| --------------- | --------- | ----------- | ------------- | --------------- |
| Saut en hauteur | Plein air | 1,86 m      | Pierre-Bénite | 8 juin 2012     |
| Saut en hauteur | Salle     | 1,87 m      | Fayetteville  | 8 mars 2013     |
| Triple saut     | Plein air | 13,15 m     | Lens          | 22 juillet 2012 |
| Triple saut     | Salle     | 13,31 m     | Fayetteville  | 9 mars 2013     |